# Antena Alexandersona

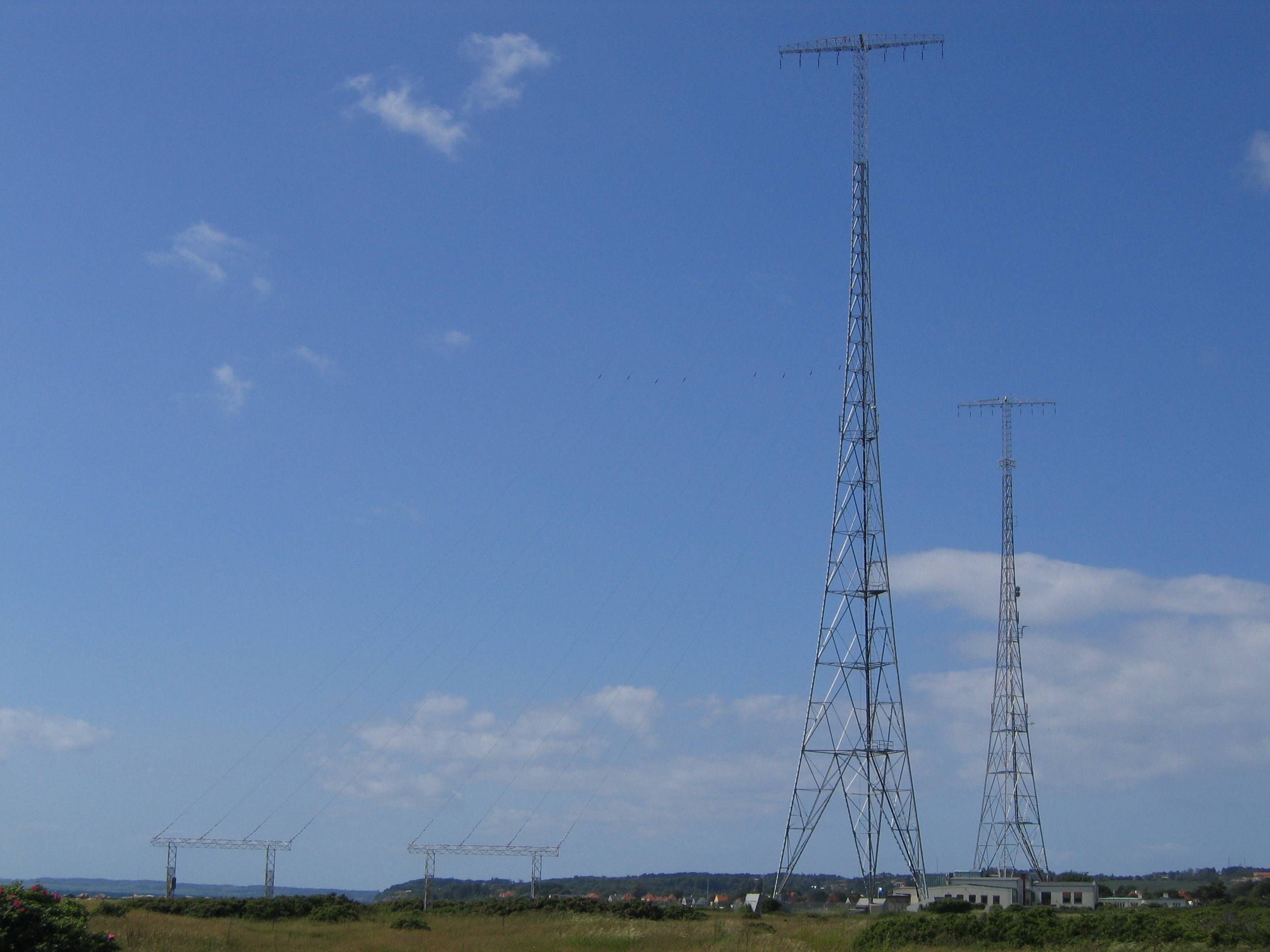
Antena systemu Alexandersona nadajnika długofalowego w Kalundborgu (Dania)

Antena Alexandersona (antena wielostrojona) – wynaleziona przez Ernsta Alexandersona antena nadawcza na fale bardzo długie i długie.
Charakterystyczną cechą tej anteny jest to, że posiada wiele segmentów (zwykle pionowych), znacznie krótszych od długości fali, z których każdy połączony jest do przeciwwagi (uziemienia) indywidualną cewką strojącą. Została opracowana na początku XX wieku i była często stosowana w radiotelegraficznych stacjach nadawczych o niewielkiej częstotliwości, a dużej mocy, często współpracując z alternatorem Alexandersona.